# Вина (музыкальный инструмент)
Ви́на — старинный индийский щипковый (плекторный) музыкальный инструмент, используемый при исполнении индийской классической музыки. Считается трудным для изучения инструментом и требует многолетней практики.
Инструмент имеет вид лютни, и его форма варьируется в зависимости от конкретной конфигурации. Наиболее распространены следующие разновидности вины:
- Рудра-вина (используется в музыке Хиндустани): громоздкий инструмент с двумя большими резонаторами (тумбы), выполненными из особой разновидности тыквы и соединёнными грифом с прикреплёнными к нему ладами.
- Сарасвати-вина (используется в музыке Карнатаки): имеет корпус-резонатор и дополнительный резонатор из тыквы, прикреплённый к грифу.
- Вичитра-вина (в музыке Хиндустани) или читра-вина (в музыке Карнатаки): безладовая вина с двумя тумбами.

В наиболее распространённой модели 24 лада, 4 главных струны, проходящих через кобылку и 3 дополнительных, которые через кобылку не проходят и используются для ритмического аккомпанемента.
Индийскую богиню Сарасвати, считающуюся покровительницей искусств, часто изображают с виной в руке.
От «вины Сарасвати», инструмент унаследовал свой современный облик , его изобрел Муттусвами Дикшитар, и  ввёл в практику Туладжа в XVIII веке.
Вина тесно связана с танцевально-театральными традициями, восходящими к обрядовой практике, а в музыке хиндустани этот необычный и сложный инструмент существует в рамках традиции дхрупад как аккомпанирующий. Все  детали конструкции, внешний вид инструмента, смысл и стиль музицирования на нём имеют высокую степень символизации и мифологизации.